# Pseudis platensis
Pseudis platensis es una especie de anuro hílido del género Pseudis. Habita en humedales del centro-este de Sudamérica.

## Taxonomía
Este taxón fue descrito originalmente en el año 1961 por el zoólogo argentino, con especialización en herpetología, José María Gallardo, bajo un ordenamiento subespecífico, dentro de la especie Pseudis paradoxus (Pseudis paradoxa). En el año 2007 se lo elevó a la consideración de especie plena, sinonimizando en ella otra subespecie creada por Gallardo: Pseudis paradoxus occidentalis.
En 2010 Garda et al. manifestaron las dificultades para distinguir Pseudis platensis de Pseudis paradoxa.
Localidad y ejemplar tipo
La localidad tipo es: «Colonia Nueva Italia, Dept. Villeta (departamento Central), Paraguay». El holotipo es el ejemplar catalogado como MCZ 24808.

## Distribución y hábitat
Esta especie habita en ambientes acuáticos de la cuenca del Plata, en el sudeste de Bolivia (en el sudoriente del departamento de Santa Cruz), el este del Paraguay, centro-sur de Brasil (en los estados de: Mato Grosso del Sur, São Paulo, Paraná y Río Grande del Sur) y el nordeste de la Argentina, en la región septentrional de la mesopotamia de ese país, en las provincias de: Corrientes, Entre Ríos, y Misiones.